# Monte Duranno
Der Monte Duranno ist mit 2652 m s.l.m. nach der Cima dei Preti der zweithöchste Berg der Südlichen Karnischen Alpen, die im dortigen Gebiet auch Friauler Dolomiten genannt werden. Wie die benachbarte Cima dei Preti liegt der Monte Duranno auf der Grenze von Venetien und Friaul-Julisch Venetien. Das Massiv trennt das Tal des Piave vom Val Cimoliana.
Die Durchquerung des Cima dei Preti/Monte Duranno-Massivs zählt zu den beiden schwierigsten Etappen bei der Begehung des Dolomiten-Höhenweges Nummer 6. Der Höhenweg wird zumeist in Nord-Süd-Richtung gegangen, daher wird zunächst die Ostseite der Cima dei Preti und im Anschluss die Ostseite des Monte Duranno durchquert. Im Anschluss folgt die Übersteigung des Durannosattels, bevor Trekker die Hütte Rifugio Maniago erreichen. Die Pfade in jenem Massiv sind teils sehr exponiert und durch Drahtseile gesichert. Von einer Begehung bei schlechtem Wetter raten die Wanderführer ab. Die Passage des Cima dei Preti/Monte Duranno-Massivs ist zudem ausgesprochen lang und wird zusätzlich dadurch erschwert, dass es in der typischen Begehungszeit (Juni bis September) im entsprechenden Abschnitt keine Wasserstellen gibt, weshalb der benötigte Wasserproviant bereits vorher aufzunehmen ist.
Der Normalweg auf den Gipfel beginnt im Bergdorf Erto auf 778 m und führt zunächst nach Norden durch das Val Zemola zur Hütte Rifugio Maniago (1730 m). Von dort aus geht es ostwärts zum Durannosattel, der auf einer Höhe von 2217 Metern erreicht wird. In der Folge wird der nach Süden abfallende Sattel begangen. Auf der Tour sind Kletterstellen im II. Schwierigkeitsgrad zu meistern. Die Literatur gibt die Gesamtdauer mit etwa sechseinhalb Stunden an. Der Ausblick schließt unter anderem Antelao und Monte Pelmo im Nordwesten, die Bosconero-Gruppe im Westen sowie Talblicke ins Piavetal und ins Valle del Boite ein.